# Аз, Даниел Блейк
Аз, Даниел Блейк е британски драматичен филм от 2016 година на режисьора Кен Лоуч. Филмът печели Златна палма на кинофестивала в Кан през 2016 година и наградата на публиката на кинофестивала в Локарно.
В България филмът е показван на София Филм Фест през 2017 година.

## Сюжет
Даниел Блейк (Дейв Джонс) е 59-годишен дърводелец от Нюкясъл, който е прекъснал работа поради прекаран инфаркт. Въпреки че лекарят му забранява да се завръща на работа, социалните служби му отказват финансова помощ поради болест и го принуждават отново да си търси работа за да може да получава поне помощи за безработица. Блейк се опитва да обжалва решението на социалните, но се изправя пред много трудности. По време на посещение в социалната служба, Блейк се запознава с Кейти – самотна майка на две деца, която също изцяло разчита на социалните помощи за да преживява. Двамата се сприятеляват и Блейк започва да помага в домакинството и. Поради тежкия и живот Кейти се принуждава да проституира, но Даниел не успява да я разубеди от това и решение. Малко преди срещата на Даниел относно обжалването на решението на социалните служби, той отново получава инфаркт и умира. Филмът завършва с неговото погребение, на което Кейти прочита негово ръчно написано послание.

## В ролите
- Дейв Джонс – Даниел Блейк
- Хейли Скуиърс – Кейти Морган
- Дайлън Маккиърнън – Дайлън Морган
- Бриана Шан – Дейзи Морган
- Гавин Уебстър – Джо